# Mohammed Saeid
Mohammed Khalid Saeid, född 24 december 1990 i Örebro, är en svensk-eritreansk före detta fotbollsspelare (mittfältare).

## Karriär
Mohammed Saeid blev som 11-åring ungdomsproffs i engelska West Bromwich Albion FC, dit han värvades från BK Forward. Han återvände till BK Forward 2009.
Inför säsongen 2012 värvades Saeid av Örebro SK från BK Forward. Efter några år i Örebro SK gick Saeid som bosmanfall till Columbus Crew SC.
Efter några år i USA och Danmark återvände Saeid till Sverige, denna gång till IK Sirius.
Saeid debuterade för det eritreanska fotbollslandslaget 2019.
I augusti 2021 blev Saeid klar för Trelleborgs FF. Efter säsongen 2023 lämnade han klubben.
I januari 2024 blev Saeid klar för Örebro SK, där han skrev på ett ettårskontrakt med option på ytterligare ett år. I november 2024 avslutade Saeid sin fotbollskarriär.